# Szczelina pod Niżnią Zbójnicką Turnią
Szczelina pod Niżnią Zbójnicką Turnią – jaskinia w Dolinie Kościeliskiej w Tatrach Zachodnich. Wejście do niej znajduje się w zboczu Zbójnickiej Turni w Żarze na wysokości 1180 m n.p.m. Długość jaskini wynosi 18 metrów, a jej deniwelacja 5,5 metra.

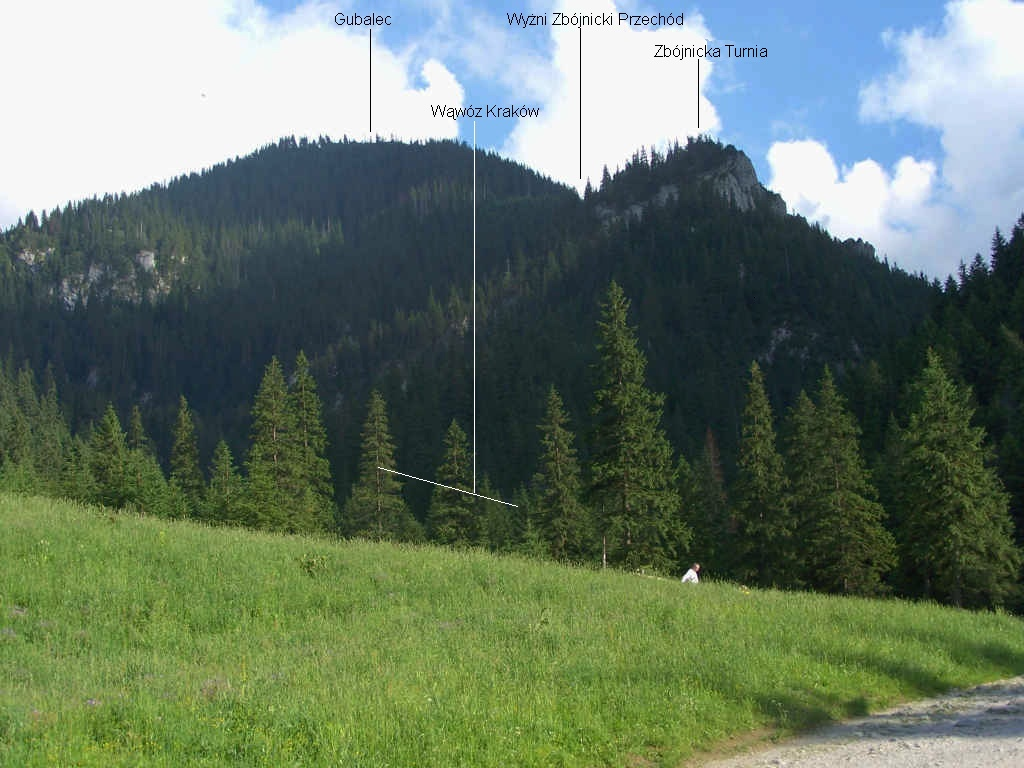
Zbójnicka Turnia w Dolinie Kościeliskiej

## Opis jaskini
Jaskinię stanowi idący w dół, prawie prosty korytarz zaczynający się w otworze wejściowym, a kończący w niedużej salce. Przed salką odchodzi krótkie, boczne odgałęzienie z niewielkim prożkiem.

## Przyroda
Nacieki ani roślinność w jaskini nie występują.

## Historia odkryć
Jaskinia została odkryta 4 czerwca 1939 roku przez Stanisława Kardasia.